# 诺温卡村委员会
诺温卡村委员会（俄语：Новинский сельсовет）是俄罗斯联邦阿斯特拉罕州沃洛达尔斯基区所属的一个村委员会。其下辖有4个居民点，行政中心为诺温卡。据2015年统计，该村委员会的人口为1179人。